# Joani Reid
Pour les articles homonymes, voir Reid.
Joani Reid est une personnalité politique britannique.

## Biographie
Joani Reid est une petite-fille de Jimmy Reid. Elle étudie la politique et la philosophie à l'université de Glasgow, puis part à Londres pour obtenir un Master's degree.
En 2024, elle est élue députée.
Elle est mariée et a deux enfants.